# Emiliano González
Pour les articles homonymes, voir González.
Emiliano González Arqués, dit Emiliano González, né le 20 septembre 1969 en Espagne, est un footballeur international andorran, évoluant au poste d'attaquant.

## Biographie

### Sélection
Emiliano González est convoqué pour la première fois par le sélectionneur national Miluir Macedo pour un match des éliminatoires de l'Euro 2000 face à l'Ukraine le 10 octobre 1998 (défaite 2-0). Le 31 mars 1999, il marque son premier but en équipe d'Andorre lors d'un match des éliminatoires de l'Euro 2000 face à la Russie (défaite 6-1).
Il compte 37 sélections et 3 buts avec l'équipe d'Andorre entre 1998 et 2003.

## Statistiques

### Buts en sélection
Le tableau suivant liste tous les buts inscrits par Emiliano González avec l'équipe d'Andorre.